# Huangshan
Huangshan (chiń. upr. 黄山市; pinyin Huángshān shì) – miasto o statusie prefektury miejskiej we wschodnich Chinach, w prowincji Anhui. W 2010 roku liczba mieszkańców miasta wynosiła 76 611. Prefektura miejska w 1999 roku liczyła 1 468 993 mieszkańców. Znajduje się tu port lotniczy Huangshan-Tunxi.

## Podział administracyjny
Prefektura miejska Huangshan podzielona jest na:
- 3 dzielnice: Tunxi, Huangshan, Huizhou,
- 4 powiaty: She, Xiuning, Yi, Qimen.

## Współpraca
- Interlaken, Szwajcaria
- Stralsund, Niemcy